# Графито-водный ядерный реактор
Графи́то-во́дный я́дерный реактор (ГВР, водно-графитовый реактор (ВГР), уран-графитовый реактор; по классификации МАГАТЭ — LWGR, light water graphite reactor) — гетерогенный ядерный реактор, использующий в качестве замедлителя графит, а в качестве теплоносителя — обычную (лёгкую) воду.
По уран-графитовой схеме были сделаны первые экспериментальные и промышленные реакторы, а также реакторы для АЭС. В том числе реактор первой в мире АЭС был уран-графитовым (Реактор АМ). Промышленные реакторы этого типа для наработки плутония строились и эксплуатировались всеми государствами, обладающими ядерным оружием, но энергетические реакторы — только в СССР. Применение графитно-водного реактора при строительстве атомных подводных лодок упоминалось в качестве одного из вариантов в Постановлении о проектировании и строительстве первой советской АПЛ, но развития не получило.
В процессе эксплуатации графитно-водных реакторов выяснилось, что графит в нейтронном поле склонен к распуханию и деформации, что требует периодического трудоемкого ремонта графитовой кладки, и срок службы реакторов данного типа не превышает 45—50 лет (тогда как ВВЭР служат 60 лет и более), также большую проблему составляет утилизация долгоживущего и биоактивного изотопа С-14, образующегося в графите при нейтронном облучении, поэтому дальнейшего развития реакторы не получили. Последний реактор (РБМК-1000) построен в 1990 году, будет выведен из эксплуатации в конце 2034 года.
На конец 2011 года в мире работало 15 реакторов, относящихся к типу LWGR, все они расположены в странах бывшего СССР. Ещё один реактор на 915 МВт находился на стадии строительства (впоследствии строительство прекращено).
По состоянию на 1 января 2021 года в России эксплуатируются 8 реакторов типа РБМК (РБМК-1000) (3 выведены из эксплуатации) и 3 реактора типа ЭГП (ЭГП-6) (1 выведен из эксплуатации).
В России развитие канальной концепции осуществляет НИКИЭТ. Эволюционным развитием канальной концепции является проект реакторной установки 3-го поколения МКЭР.
Прорабатываются также материалы по канальному уран-графитовому реактору ВГЭРС.